# Henk Herzog
Hendrik Christiaan (Henk) Herzog (Utrecht, 4 maart 1910 - Den Haag, 17 november 1975) was een Nederlands beiaardier.
Hij was zoon van Gijsberta Engelina Abspoel en leraar Johannes Jacobus Herzog.
Hij kreeg zijn muziekopleiding vanaf zijn elfde. Op vijftienjarige leeftijd was hij al (hulp)organist van de Bethlehemkerk in Den Haag. Vanaf 1925 tot 1931 studeerde hij piano en orgel bij Johannes Andries de Zwaan aan het Haags Conservatorium. Hij begon voor het beiaard aan een studie aan de Beiaardschool in Mechelen. Die studie werd abrupt beëindigd door de Tweede Wereldoorlog. Tussen 1953 en 1956 had hij les aan de Nederlandse Beiaardschool in Amersfoort; docent was Leen 't Hart. Hij was studiegenoot van Karel Borghuis binnen een beperkte groep leerlingen. In 1956 werd opvolger van De Zwaan in zijn functie als stadsbeiaardier; De Zwaan ging met pensioen. Hij was toen al organist van de Julianakerk (1935-1975) en de Delftse Remonstranten kerk.
Herzog nam zelf al zijn opvolger mee de toren van de Grote Kerk op, Heleen van der Weel. Het inspireerde haar tot een bezoek aan de Amersfoortse Beiaardschool. In mei 1975 volgde Van der Weel Herzog op.
Hij was naar organist en beiaardier ook pianist (begeleider Heldra Meisjeskoor), dirigent (Schevenings Mannenkoor en Julianakerkkoor) en muziekleraar.
Amper zes maanden na zijn pensioen als stadsbeiaardier overleed hij en werd begraven op Westduin.